# Ron Stratten
| Ron Stratten                              | Ron Stratten                              |
| Kattints az alábbi külső linkek egyikére! | Kattints az alábbi külső linkek egyikére! |
| ----------------------------------------- | ----------------------------------------- |
| Nem található szabad kép.(?)              |                                           |
| külső link · jogvédett                    | Ron Stratten, 1968–71 \| Oregon Digital   |

Ron Stratten (San Francisco, Kalifornia, 1943–) amerikai amerikaifutball-játékos és -edző. Az első afroamerikaiak egyike, aki egy főképp fehérek által látogatott intézményben vezetőedzői pozíciót vállalt.
A Lowell Középiskola amerikaifutball-csapatának fullbackje és linebackere, valamint az Oregon Ducks centerje volt. 1968 és 1971 között a Ducks védőedzője, 1972 és 1974 között pedig a Portland State Vikings vezetőedzője volt; három szezon után a rossz eredmények miatt lemondott.
Később az NCAA oktatási munkatársa, valamint a StrataSoles Enterprises innovációs igazgatója lett.

## Eredményei vezetőedzőként
| Szezon                                  | Eredmény                                |
| Portland State Vikings (NCAA független) | Portland State Vikings (NCAA független) |
| --------------------------------------- | --------------------------------------- |
| 1972                                    | 3–8                                     |
| 1973                                    | 1–10                                    |
| 1974                                    | 5–6                                     |
| Összesen:                               | 9–24                                    |

## Fordítás
- Ez a szócikk részben vagy egészben  a   Ron Stratten című angol Wikipédia-szócikk ezen változatának fordításán alapul.  Az eredeti cikk szerkesztőit annak laptörténete sorolja fel. Ez a jelzés csupán a megfogalmazás eredetét és a szerzői jogokat jelzi, nem szolgál a cikkben szereplő információk forrásmegjelöléseként.